# 寡婦與母雞
寡婦與母雞是伊索寓言中的一個著名故事。

## 內容簡介
從前有一個老寡婦，她養了一隻每日都會下一顆蛋的母雞。但老寡婦嫌蛋的數目不夠，於是給母雞餵飼是平時2倍的穀物，過了一陣子，終令母雞一天下兩隻蛋。但老寡婦仍然嫌不夠，於是再餵飼是平時3倍的穀物，結果母雞不但沒增加下蛋的數目，而且因越來越胖而無力下蛋 ，最終更因太胖，誘發健康問題而死去。

## 教訓意義
貪心會令原本擁有的也失去。